# شان جانسون
شان جانسون (انگلیسی: Shawn Johnson، زادهٔ ۱۹ ژانویه ۱۹۹۲، ۳۰ دی ۱۳۷۱ در آیووا، آمریکا) ژیمناستیک کار آمریکایی است.
او در ژیمناستیک بازی‌های المپیک تابستانی ۲۰۰۸ رشته چوب موازنه به مدال طلا و در مجموع انفرادی به مدال نقره دست یافت.
او قهرمان مجموع انفرادی در مسابقات جهانی ژیمناستیک هنری ۲۰۰۷ و قهرمان ایالات متحده آمریکا در سال‌های ۲۰۰۷ و ۲۰۰۸ نیز هست.
قد او ۱۴۵ سانتی‌متر است.